# Sitio Ramsar de Bahiret el Bibane
Bahiret el Bibane (árabe: بحيرة البيبان) es una gran laguna de alrededor de 33 km de largo por 10 km de ancho cerca de la frontera con Libia, a 10 km al norte de la ciudad de Ben Gardane y 20 km al oeste de la ciudad de Zarzis, en la gobernación de Medenine. Está clasificado como sitio Ramsar desde 2007. La laguna en sí es la segunda más grande de Túnez, después de la laguna o golfo de Boughrara. 
Además de la laguna principal, el lago El Bibane, el sitio protegido Ramsar de 392,66 km2 también cubre las aguas costeras fuera de la laguna, una laguna más pequeña llamada Bahar Alouane (el mar de colores) a lo largo de la costa hacia la ciudad de Zarzis, y dos sebjas o salares al oeste de la laguna principal.

## Características

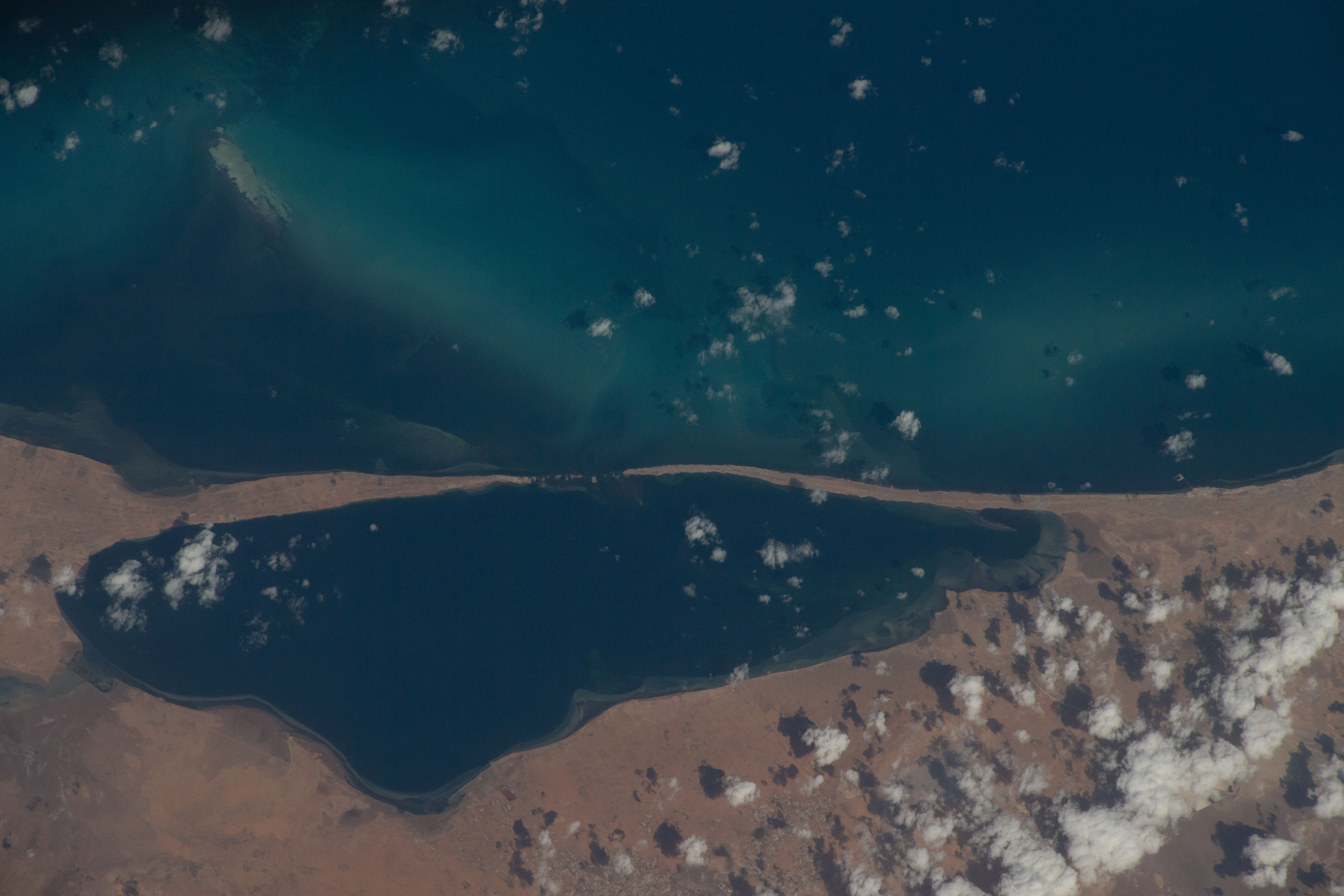
Vista aérea de la laguna de Bahiret el Bibane

La laguna principal está separada del mar por dos penínsulas (Solb el-Gharbi y Solb ech-Charki) que casi se encuentran. Estas dos penínsulas kársticas de aproximadamente 12 km de longitud cada una están hechas de losas de piedra caliza fosilizada. En la abertura entre ellas se encuentran nueve pequeños islotes. Esta inusual configuración donde el mar abierto se comunica con el interior de la laguna se denomina “el bibane” ('las puertas', en árabe tunecino), lo que da el nombre al sitio: “el pequeño mar (Bahiret) de las Puertas”.
La laguna tiene una profundidad máxima comprendida entre 5,5 y 6,5 m. A pesar de estar en comunicación permanente con el mar, es muy salina (en promedio 44 PSU, pero varía según la ubicación en la laguna y la época del año). La laguna se alimenta de forma intermitente con agua dulce del uadi Fessi (con una contribución media anual de 10 millones de m3): el uadi intermitente de amplio lecho nace en el monte Matmata, al sur. En el raro caso de inundaciones, la laguna controla las inundaciones y captura sedimentos, desempeñando un papel importante en la estabilización de la costa. Otra pequeña afluencia de agua dulce también está presente a lo largo del borde sur de la laguna.
Bahiret el Bibane está bajo la influencia de la marea: los sitios de marea son extremadamente raros en el Mediterráneo y muy importantes para las aves, los peces y los mariscos. Bahiret el Bibane se encuentra en una de las dos únicas zonas del mar Mediterráneo con una amplitud de marea considerable, en la que se extiende desde Sfax hasta la frontera con Libia a través de la laguna de Farwa (la otra está en el norte del mar Adriático e incluye la laguna de Venecia).
El rango de marea promedio en la laguna es de 0,7 m, a veces amplificado por los vientos. Aunque esta amplitud de marea es inferior a la que se da en la cercana Gabes, la peculiar geografía de la laguna crea fuertes corrientes hidrodinámicas marinas en los pasos iniciales donde conecta con el mar. Esto atrae a los peces, que naturalmente tienden a nadar contra corrientes fuertes.

## Vegetación
En el noroeste de la laguna, en Boujmel Sebakh, y en el extremo sudeste, en El Medeïna, la laguna se seca en verano y el suelo se vuelve blanco por la sal. En invierno, durante la temporada de lluvias, se muestran como una extensión de la laguna. Su vegetación durante todo el año se compone principalmente de Salicornia arabica y Salicornia fruticosa. En áreas y durante la estación más seca cuando se forma una costra de cloruro o sulfato en un suelo de aspecto seco, las Salicornias dan paso a Halocnemum strobilaceum. Cuando el agua tiene una profundidad superior a 1 m, estas plantas son reemplazadas por Arthrocnemum indicum. El centro más profundo de la sebja generalmente está desprovisto de vegetación, excepto durante la estación más seca, cuando está fugazmente dominado por Halopeplis amplexicaulis.

## Pesca
La laguna es una importante área de crecimiento para los peces que se crían en las ricas aguas de la laguna y luego salen al mar. De hecho, es famosa en todo Túnez por su producción de pescado. Una barrera tradicional con trampas permite que los peces entren en la laguna y crezcan allí para marcharse posteriormente. Con una longitud de 3,5 km, es la barrera más larga de este tipo en todo el Mediterráneo.

## Aves
Regularmente se observa un número de aves invernantes que alcanza las 35.000. La mayoría de las observaciones anuales (inéditas en la literatura científica) las realiza la ONG nacional tunecina "Association les amis des Oiseaux". Para algunos tipos de aves, el número de individuos que invernan alrededor de Bahiret el Bibane supera el 1% de su población mundial, un criterio importante en la convención de Ramsar sobre cuán crítico es un sitio para una especie. Tal es el caso del cormorán grande, cuyo número varía entre 3.000 y 10.000 individuos, y del flamenco común, cuyo número observado varía entre 1.000 (1%) y 3.000 (3% de la población mundial).
Entre otras especies, están presentes el silbón europeo, el ánade rabudo (Anas acuta), el pato cuchara, la grulla común, el pito real  y varias especies de gaviota tales como la gaviota cabecinegra, la gaviota enana y la gaviota reidora (Larus ridibundus), así como la pagaza piquirroja.